# Spektrumauktion
Vid en spektrumauktion säljs rätten att nyttja frekvensband. Köpet är tidsbegränsat och ses därför som att nyttjanderätten hyrs från samhället. Nyttjandeavgift för det elektromagnetiska spektrumet tillhör kategorin landskatter. Se engelska Wikipedias artikel om landskatt (Land value tax).   Med en väl utformad auktion allokeras resurser effektivt till de parter som värderar dem högst, och regeringen säkrar intäkterna i processen.
Det kan vara bra att veta att "land" har en något annorlunda betydelse inom ekonomi. Land betyder "en naturligt förekommande ändlig resurs" och kan alltså betyda mineraler, mark- och vattenområde, frekvensband, med flera..

## Innovation
Sedan millennieskiftet har telekommunikation förvandlats till en mycket konkurrensutsatt bransch där företag tävlar om att köpa värdefullt spektrum. Denna konkurrens har utlösts av tekniska framsteg, privatisering och liberalisering. Särskilt mobil kommunikation har gjort många övergångar sedan 2000, mobilteknik har gått från andra generationens (2G) till tredje generationens (3G) till fjärde generationens (4G) och är nu (2024) i övergång till femte generationens (5G) teknik. 
Med fler leverantörer i mobilbranschen har konkurrensen under spektrumauktioner ökat på grund av mer efterfrågan från konsumenter. När USA gjorde övergången i juni 2009 från analoga till digitala TV-signaler blev det värdefulla 700 MHz-spektrumet tillgängligt eftersom det inte längre användes av analoga TV-signaler. År 2007 meddelade sökjätten Google att de skulle gå in i mobilbranschen med sitt mycket populära Android-operativsystem och planer på ett mobilt bredbandssystem. Google sade att de planerade att lägga bud på "C"-blocket i spektrumauktionen som motsvarar kanalerna 54, 55 och 59 i det nedre 700 MHz-spektrumet och kanalerna 60, 61, 65 och 66 i det övre spektrumet 700 MHz som normalt används för att bygga rikstäckande bredbandstjänster. Runt tiden för Googles tillkännagivande meddelade AT&T och Verizon också planer på att gå in i spektrumauktionen för att köpa "C"-blockspektrum.

## Fördelar
Fördelar med auktioner:
- En väldesignad auktion är den metod som med största sannolikhet fördelar resurser till dem som kan använda dem mest värdefullt. Istället för att förlita sig på regeringen för att bedöma fördelarna med konkurrerande företags affärsplaner, tvingar en auktion företag att lägga sina "pengar där deras mun är" när de lägger sina bud.[9]
- En auktion är mer transparent och ger upphov till mindre politiska kontroverser jämfört med andra tilldelningsmekanismer, eftersom det inte finns något utrymme för subjektivitet vid bedömningen av om ett företag uppfyller kriterier för tilldelning (till skillnad från en skönhetstävling eller direkt tilldelning av en licens).[10]
- Auktioner samlar vanligtvis in stora summor pengar förutsatt att det finns konkurrens mellan många budgivare.[10]